# Lill-Malungen
Lill-Malungen är en sjö i Nordanstigs kommun i Hälsingland och ingår i Ljungans huvudavrinningsområde. Sjön har en area på 0,158 kvadratkilometer och ligger 208 meter över havet.

## Delavrinningsområde
Lill-Malungen ingår i det delavrinningsområde (689452-155956) som SMHI kallar för Utloppet av Malungen. Medelhöjden är 240 meter över havet och ytan är 20,05 kvadratkilometer. Det finns ett avrinningsområde uppströms, och räknas det in blir den ackumulerade arean 38 kvadratkilometer. Tälgslättån (Malungsån) som avvattnar avrinningsområdet har biflödesordning 2, vilket innebär att vattnet flödar genom totalt 2 vattendrag innan det når havet efter 59 kilometer. Avrinningsområdet består mestadels av skog (66 procent). Avrinningsområdet har 4,81 kvadratkilometer vattenytor vilket ger det en sjöprocent på 24 procent.